# Adrienne Hill
Adrienne Hill (22 de julio de 1937-6 de octubre de 1997) era una actriz inglesa.

## Carrera
En 1965 apareció en la serie de ciencia ficción de la BBC Doctor Who como Katarina, una acompañante del Primer Doctor, interpretado por William Hartnell. Katarina fue una de los pocos acompañantes que murió en la serie, y su periodo en el programa fue breve, de cinco episodios en dos seriales, The Myth Makers y The Daleks' Master Plan. Participaría junto a otros actores de Doctor Who en la edición de 1985 de Children in Need.
- Datos: Q3605820